# Moses Ingram
Monique Denise Ingram, művésznevén Moses Ingram (Baltimore, 1994. február 6. –) amerikai színésznő. 
Leginkább A vezércsel és az Obi-Wan Kenobi sorozatokból ismert.

## Élete
Baltimore-ban nőtt fel, hatgyermekes családban. A Baltimore School for the Artson tanult, és 2012-ben érettségizett.
Pénzügyi nehézségei miatt elutasította a Howard Egyetemen való tanulásra vonatkozó ajánlatot, és a Baltimore City Community College-en tanult.

## Filmográfia

### Film
| Év   | Magyar cím         | Eredeti cím            | Szerep         | Megjegyzések |
| ---- | ------------------ | ---------------------- | -------------- | ------------ |
| 2018 |                    | Candace                | Charlie        | rövidfilm    |
| 2021 |                    | The Same Storm         | Audre Robinson |              |
| 2021 | Macbeth tragédiája | The Tragedy of Macbeth | Lady Macduff   |              |
| 2022 | Rohammentő         | Ambulance              | Amy Sharp      |              |

### Televízió
| Év   | Magyar cím     | Eredeti cím        | Szerep                         | Megjegyzések |
| ---- | -------------- | ------------------ | ------------------------------ | ------------ |
| 2020 | A vezércsel    | The Queen's Gambit | Jolene                         | 4 epizód     |
| 2022 | Obi-Wan Kenobi | Obi-Wan Kenobi     | Reva Sevander / Harmadik nővér | 4 epizód     |

### Színház
| Év   | Magyar cím                    | Eredeti cím   | Szerep | Helyszín               |
| ---- | ----------------------------- | ------------- | ------ | ---------------------- |
| 2019 | Vízkereszt, vagy amit akartok | Twelfth Night | Viola  | Yale Repertory Theatre |

### Író
| Év   | Cím    |
| ---- | ------ |
| 2020 | Day 74 |

## Fordítás
- Ez a szócikk részben vagy egészben  a   Moses Ingram című angol Wikipédia-szócikk fordításán alapul.  Az eredeti cikk szerkesztőit annak laptörténete sorolja fel. Ez a jelzés csupán a megfogalmazás eredetét és a szerzői jogokat jelzi, nem szolgál a cikkben szereplő információk forrásmegjelöléseként.